# Evaristo Pérez Carrión
Evaristo Pérez Carrión (Santo Domingo, 21 ottobre 1959) è un ex cestista dominicano.

## Carriera
Con la Rep. Dominicana ha disputato i Campionati del mondo del 1978, tre edizioni dei Campionati americani (1984, 1989, 1993) e due dei Giochi panamericani (San Juan 1979, Caracas 1983).